# مسؤولية الشركة القانونية
في القانون العام، تحدد مسؤولية الشركة القانونية المدى الذي يمكن مقاضاة الشركة بصفتها شخص اعتباري لأفعال موظفيها المقصرين في أداء الواجب، وهم يعتبرون أشخاص طبيعيين وفقاً للقانون. وأحيانا مايتم الإشارة به كجانب من جوانب تحمل مسؤولية الذنب (vicarious)، وهو مختلف عن المواقف التي تتحمل الشركة المسؤولية القانونية على أساس أنها الشريك الأساسي أو الشريك المشترك مع الجاني الذي يحدده التشريع في معاقبة الجريمة (statutory offense).

## مفاهيم مسؤولية الشركة
تعتبر فرض المسؤولية القانونية على الشركات من الطرق الوحيدة المجدية في تنظيم سيرها. وهناك أيضاً حلول قضائية مدنية مثل: منع قضائي وتعويض عن الخسائر. وتشمل العقوبات القانونية بوجه عام مثل: السجن ودفع الغرامات وأوامر الخدمة الاجتماعية. وتتحمل الشركة التي ليست لها وجود مادي المسؤولية باعتبارها وكالة من الأشخاص الذين قاموا بتوظيف الموظفين. وما أنه لا يوجد جدلاً حول نيل المجرمين جزاء جرائمهم إلا أنه يظل حد جزاء الشركة وتحمل مسؤولية منسوبيها غامضاً. ومن الطبيعي أن لا يمكن زج الشركة في السجن، ولكن إذا قامت بدفع الغرامات، فإنه يقلل من ميزانية الشركة لدفع الأجور ورواتب الموظفين وأرباح حاملي الأسهم. لذا، يُلاحظ تأثير العقاب الوحيد على الشركة في معاقبة جميع الأطراف البريئة الذين هم عصب العمل وتقليل رأس المال الذي يجعل الشركة تفي بالتزاماتها المالية، بدلاً من نيل المذنب جزائه بعينه. ونظراً لنمو المجتمع ورخائه المعتمد على مشاريع المجتمع في ظل المستوى السياسة العامة، فإن الحكومة تعي أهمية سن حد في تحمل الشركة للمسؤولية (شاملاً الشراكات العامة والمحدودة، الذي يمكن أن تختلف قوامها القانوني).

## من الذي يحدد: مدني أم جنائي؟

### الاستعانة بالقانون الجنائي
- بيان عدم استحسان العامة وإدانتها للجريمة بسبب أن هذه الشركات لم تتبع الأعراف الاجتماعية العامة التي تُنظم بالقانون الجنائي. ويمكن أن يكون تحريات الشرطة في غاية الفعالية، ولكن إمكانية توفير خبراء لهم علاقة بالموضوع محدود. ويمكن التماس العدالة من خلال الملاحقات القانونية التي تقوي القيم الاجتماعية، وتبين أن الحكومة لديها الاستعداد التام لمحافظة على هذه القيم في قاعات المحكمة عندما تستدعي أصحاب الأعمال المحترمين مسبقاً للمحاكمة أمام الملأ. ويمكن أن يكون الحكم في غير صالح الشركة مما يتسبب في خسارة سمعة الشركة وفي المقابل خسارة الأرباح.
- إعطاء أهلية في سن عقوبات زجرية لأهميتها في تخطي عبء الإثبات العالي بوجود مسؤولية جنائية. ولكن يشير العبء العالي على أنه من الصعب وضع خناق على الحكم أكثر مما هو حال في المحاكم المدنية، ويوجد شركات غنية ولا لديها أية مشكلة في دفع المال للغرامات الطائلة. وإذا علمت الشركة أن الغرامة ستكون خسائر فادحة، فإن الشركة يمكن أن تحمي نفسها من الإفلاس قبل صدور الحكم.
- تسعى القيمة النظرية من العقاب من جعل المسيء يشعر بالخزي والذنب والحسرة وشعور بردود نفسية من جراء الإدانة بحيث لا يشعر بها الشخص الاعتباري.
- إذا سعت الحكومة كثيراً في الاستعانة بالقانون الجنائي، فإنها ستمنع التنظيم الذاتي الذي يمكن التسببب باحتكاك بين أي وكالة تنظيمية والأعمال التجارية التي تديرها تلك الوكالات.

### الاستعانة بالقانون المدني
- نظراً لتقليل عب الإثبات وتوفر الأدوات الإدارية أفضل، فإن إثبات المسؤولية القانونية المدنية أسهل بكثير من المسؤولية الجنائية، بل تعطي حلول مرنة ويمكن أن تكون وقائية بقدر ماهي زجرية أيضاً.
- لا تلاحظ الإدانة الأخلاقية كثيراً، ولا يوجد لها رادعاً حقيقياً، حيث تكون الاستجابة العامة من خلال رؤية ممارسة الأفعال المدنية كخصم روتيني للعمل التجاري- أي دفع الضرائب.